# Świadkowie Jehowy w Zimbabwe
Świadkowie Jehowy w Zimbabwe – społeczność wyznaniowa w Zimbabwe, należąca do ogólnoświatowej wspólnoty Świadków Jehowy, licząca w 2023 roku 48 748 głosicieli, należących do 961 zborów. Na dorocznej uroczystości Wieczerzy Pańskiej w 2023 roku zgromadziły się 120 702 osoby (ponad 0,8% ludności kraju). Działalność miejscowych głosicieli koordynuje Biuro Oddziału w Harare. Sale Zgromadzeń znajdują się w miastach Gokwe, Harare, Kadoma i Karoi.

## Historia

### Początki
Świadkowie Jehowy zaczęli działać w Zimbabwe w latach 20. XX wieku. Później zakazywano im rozpowszechniania ich publikacji i organizowania zgromadzeń. W roku 1924 Hamilton K. Maseko prowadził działalność kaznodziejską w Bulawayo. W tym samym roku pierwszym ochrzczonym został Nason Mukaronda. Starano się zalegalizować działalność już w połowie lat 20. XX wieku. W roku 1932 wysłano czterech pionierów, żeby przeprowadzili kampanię głoszenia. W tym samym roku w Salisbury (obecnie Harare) odbyła się uroczystość chrztu. W tym samym roku wydalono stamtąd wyznawców południowoafrykańskich, nie dając możliwości odwołania się od tej decyzji. Wkrótce jednak to uczynili.

### Zakaz działalności i rozwój
Na początku lat 40. XX wieku Świadków Jehowy wtrącano do więzień za rozpowszechnianie publikacji religijnych i Biblii. W listopadzie 1940 działalność Świadków Jehowy w Zimbabwe (ówczesna Rodezja Południowa) została zakazana. Trudności mieli również wysłani do Zimbabwe misjonarze Szkoły Gilead – m.in. Eric Cooke, Ruby i George Bradleyowie, Phyllis Kite i Myrtle Taylor, którym władze nie pozwalały działać wśród ludności afrykańskiej. W roku 1943 zanotowano liczbę 1090 głosicieli. W 1947 roku w całym kraju było 117 zborów i około 3500 głosicieli. W roku 1948 miasto Bulawayo odwiedzili Nathan H. Knorr i Milton G. Henschel. 1 września 1948 roku podjęto decyzję o przekształceniu składu literatury w Biuro Oddziału, którego nadzorcą został Eric Cooke. W roku 1949 zorganizowano kongresy, w których uczestniczyło 7415 osób, a 647 ochrzczono.
W roku 1950 Biuro Oddziału przeniesiono do Salisbury (dziś Harare) – stolicy ówczesnej Rodezji Południowej. W grudniu 1952 kraj odwiedzili Milton G. Henschel i Nathan H. Knorr; działało ponad 950 pionierów. W 1955 roku zaczęto wyświetlać film Społeczeństwo Nowego Świata w działaniu. Ukazano w nim międzynarodową społeczność Świadków Jehowy, która w roku 1953 wspólnie oddawała cześć Bogu na kongresie pod hasłem „Społeczeństwo Nowego Świata” na nowojorskim stadionie Yankee. Większość Afrykanów nigdy przedtem nie widziała takich przejawów jedności i miłości pomiędzy przedstawicielami różnych ras. Film ten pobudził wiele rodzin w Zimbabwe do studiowania Biblii i spotykania się ze Świadkami. Dyrektorzy szkół z całego kraju, którzy dostrzegli wartość edukacyjną filmu jako wizualnej pomocy naukowej, zwracali się z prośbami o zaprezentowanie go w szkołach. Film był także wyświetlany we wszystkich miastach kraju. W roku 1957 w kongresach uczestniczyło przeszło 16 000 osób. W roku 1959 Rodezję Południową odwiedził ponownie Nathan H. Knorr.

### Uznanie prawne i rozwój działalności
Świadkowie Jehowy w Zimbabwe zostali w pełni uznani prawnie za organizację religijną dopiero w roku 1966. W roku 1968 do Zimbabwe powrócili misjonarze Szkoły Gilead.
W roku 1973 otwarto nowe Biuro Oddziału. Pod koniec lat 70. XX wieku w kraju toczyła się wojna domowa, toteż Świadkowie Jehowy zachowujący neutralność byli prześladowani za swoje przekonania religijne. Na organizowanych kongresach w języku czewa, byli obecni nadzorcy obwodów z Malawi, gdzie trwały prześladowania, Otrzymywali tam szkice przemówień kongresowych, by mogli je przekazać w Malawi. Zespół tłumaczy języka czewa, przeniósł się z Malawi do Zimbabwe na dużą farmę pewnego Świadka Jehowa. Zbudował on dla nich domy oraz biuro. Mogli tam kontynuować tłumaczenie literatury biblijnej.
W roku 1981 przekroczono liczbę 10 000 głosicieli. W czasie suszy (w latach 1982–1985) współwyznawcy z innych krajów udzielili pomocy humanitarnej. Podobne akcje przeprowadzono w latach 1995–2006 podczas kolejnej długoletniej suszy. 12 grudnia 1998 roku w Zimbabwe oddano do użytku nowe Biuro Oddziału w okolicach Harare. W 1999 roku wydano Chrześcijańskie Pisma Greckie w Przekładzie Nowego Świata (Nowy Testament) w języku szona.
W 2008 roku zanotowano liczbę 33 516 głosicieli, odbyło się również 29 kongresów pod hasłem „Kierowani duchem Bożym” w językach: angielskim, francuskim, szona, zuluskim i zimbabweńskim języku migowym. W roku 2009 przekroczono liczbę 35 000 głosicieli (0,28% ludności). W latach 2011–2012 zorganizowano pomoc humanitarną dla poszkodowanych przez suszę. W 2011 roku odbyło się 31 kongresów okręgowych pod hasłem „Niech przyjdzie Królestwo Boże!” w 5 językach. W roku 2013 przekroczono liczbę 41 000 głosicieli (0,31% ludności).
W dniach 22–24 sierpnia 2014 roku na Narodowym Stadionie Sportowym w Harare odbył się kongres międzynarodowy pod hasłem „Szukajmy najpierw Królestwa Bożego!”. Był to pierwszy kongres międzynarodowy zorganizowany w tym kraju, a zarazem największe spotkanie religijne w Zimbabwe. Uczestniczyło w nim 82 409 osób, w tym ponad 3500 delegatów z Brazylii, Kenii, Niemiec, Stanów Zjednoczonych, Zambii i 30 innych krajów. 1880 osób zostało ochrzczonych. Ciało Kierownicze Świadków Jehowy reprezentował Geoffrey Jackson. Minister do spraw turystyki Zimbabwe Walter Mzembi postanowił odwiedzić Biuro Główne Świadków Jehowy w Nowym Jorku, by oficjalnie podziękować za zorganizowanie zgromadzenia międzynarodowego w Zimbabwe. W specjalnym wywiadzie oświadczył: „Zdaniem zwykłych obywateli Zimbabwe Świadkowie Jehowy mogliby urządzać swoje zgromadzenia w Harare co tydzień. (...) Pan prezydent chciałby przekazać wyrazy wdzięczności i ma nadzieję, że ponownie do nas zawitacie, aby kontynuować działalność na rzecz rozwoju wiary w naszym kraju”.
W roku 2015 w Zimbabwe zorganizowano 39 kongresów regionalnych pod hasłem „Naśladujmy Jezusa!”, w językach: angielskim, chińskim (dialekt mandaryński), ndebele, szona, suahili, tonga i w zimbabweńskim języku migowym. W 2017 roku kongresy regionalne pod hasłem „Nie poddawaj się!” odbyły się również dodatkowo w językach: czewa, francuskim i wenda.
24 sierpnia 2018 roku w Bulawayo ogłoszono wydanie Chrześcijańskich Pism Greckich w Przekładzie Nowego Świata w języku ndebele, a 17 marca 2019 roku podczas specjalnego programu w Sali Zgromadzeń w Harare (Zimbabwe) Kenneth Cook z Ciała Kierowniczego ogłosił wydanie zrewidowanego Pisma Świętego w Przekładzie Nowego Świata w języku szona. Prace nad jego tłumaczeniem trwały trzy lata. W latach 2004–2019 wydrukowano 640 000 egzemplarzy Pisma Świętego w Przekładzie Nowego Świata w języku szona. Posługuje się nim ponad 38 000 głosicieli na świecie.
Delegacje z Zimbabwe we wrześniu 2018 roku uczestniczyły w kongresie specjalnym pod hasłem „Bądź odważny!” w Maputo w Mozambiku, a we wrześniu 2019 roku w kongresie międzynarodowym pod hasłem „Miłość nigdy nie zawodzi!” w Johannesburgu. W 2019 roku przekroczono liczbę 50 tysięcy głosicieli. W 2019 roku zorganizowano akcję niesienia pomocy dla poszkodowanych przez cyklon Idai. 7 kwietnia 2020 roku w związku z pandemią COVID-19 program uroczystości Pamiątki śmierci Jezusa Chrystusa nadały stacje radiowe i telewizyjne. W kwietniu 2020 roku z powodu trudnej sytuacji finansowej związanej z tą pandemią, która nałożyła się na długotrwały kryzys żywnościowy, zorganizowano pomoc humanitarną dla ponad 22 700 najbardziej potrzebujących. Dostarczono im podstawowe środki żywnościowe o wartości prawie 700 000 dolarów. 24 stycznia 2021 roku, Taurai Mazarura, członek miejscowego Komitetu Oddziału, w nagranym wcześniej przemówieniu, ogłosił wydanie części Biblii — Ewangelii według Mateusza w zimbabweńskim języku migowym, a John Hunguka z Komitetu Oddziału w Zimbabwe powiedział: „Wydanie Ewangelii według Mateusza to pierwszy etap tłumaczenia przez Świadków Jehowy całej Biblii na zimbabweński język migowy. Oceniamy, że ukończenie tego projektu zajmie nam około 10 lat”. W związku z pandemią COVID-19 zorganizowano specjalne zebrania w trybie wideokonferencji. W Zimbabwe tym językiem posługuje się ponad 400 głosicieli. 10 kwietnia 2022 roku John Hunguka, członek miejscowego Komitetu Oddziału Zimbabwe, w nagranym wcześniej przemówieniu, ogłosił wydanie Chrześcijańskich Pism Greckich w Przekładzie Nowego Świata w języku tonga (Zimbabwe). W związku z pandemią COVID-19 zorganizowano specjalne zebrania w trybie wideokonferencji, z którego skorzystało około 500 osób. Językiem tym posługuje się 321 głosicieli należących do 10 zborów i 7 grup. W 2021 roku na uroczystości Pamiątki śmierci Jezusa Chrystusa zebrało się 126 234 osób.
26 czerwca 2022 roku Shingirai Mapfumo z Komitetu Oddziału w Zimbabwe ogłosił wydanie Pisma Świętego w Przekładzie Nowego Świata w języku ndebele. Z nagranego wcześniej programu skorzystało ponad 8700 osób. Język ten ma około 3 miliony użytkowników, posługuje się nim ponad 4000 głosicieli.
29 września 2022 roku Sąd Najwyższy w Mutare orzekł, że trzej Świadkowie Jehowy, Tobias Gabaza, Wonder Muposheri i Jabulani Sithole byli dyskryminowani za odmowę udziału w ceremonii religijnej sprzecznej z ich sumieniem. 25−29 kwietnia 2023 roku Świadkowie Jehowy uczestniczyli w Międzynarodowych Targach w Zimbabwe (ZITF) w Bulawayo. Od 13 do 27 kwietnia 2024 roku głosiciele uczestniczyli w specjalnej kampanii głoszenia w języku tonga (Zimbabwe). 9 sierpnia 2024 roku podczas kongresu regionalnego pod hasłem „Głośmy dobrą nowinę!”, Energy Matanda z Komitetu Oddziału w Zimbabwe ogłosił wydanie Chrześcijańskich Pism Greckich w Przekładzie Nowego Świata w zimbabweńskim języku migowym. Liczba obecnych wyniosła 405 osób. W 2024 roku językiem tym posługiwało się 377 głosicieli z 11 zborów i 11 grup. Latem 2024 roku zorganizowano pomoc żywnościową głównie dla głosicieli poszkodowanych przez suszę.
W sierpniu i we wrześniu 2025 roku w Harare odbędą się dwa kongresy specjalne pod hasłem „Prawdziwe wielbienie Boga!” z udziałem zagranicznych delegacji m.in. z Angoli, Burundi, Demokratycznej Republiki Konga, Kamerunu, Kenii, Madagaskaru, Malawi, Mozambiku, Portugalia, RPA, Rwandy, Stanów Zjednoczonych, Wielkiej Brytanii i Zambii.
W Zimbabwe funkcjonują 604 Sale Królestwa, w których odbywają się zebrania zborowe w 14 językach.
Miejscowe Biuro Oddziału nadzoruje tłumaczenie literatury na 10 języków, między innymi na język szona, ndebele północny i zimbabweński język migowy.